# Olof Stahre
Olof Stahre   (Lerum Municipality, 19 d'abril de 1909 - Blentarp, 7 de març de 1988) va ser un genet i militar suec que va competir durant les dècades de 1940 i 1950.
El 1948 va prendre part en els Jocs Olímpics d'Estiu de Londres, on va disputar dues proves del programa d'hípica amb el cavall Komet. En el concurs complet per equips va guanyar la medalla de plata, mentre en el concurs complet individual fou quinzè. Quatre anys més tard, als Jocs de Hèlsinki, tornà a disputar dues proves del programa d'hípica amb el cavall Komet. En aquesta ocasió guanyà la medalla d'or en el concurs complet per equips, mentre en el concurs complet individual fou vuitè. Una vegada retirat passà a exercir d'entrenador i el 1954 començà a entrenar a Petrus Kastenman, campió olímpic el 1956.